# Ilona Gusenbauer
Ilona Gusenbauer, née Majdan, le 16 septembre 1947 à Gummersbach (Allemagne), est une athlète autrichienne, spécialiste du saut en hauteur. 

## Carrière
Elle était entraînée par son propre mari, Roland Gusenbauer, ayant lui-même sauté 1,90 m en junior ; elle a enfanté d'un premier enfant en 1968, avant ses grands succès en compétition. 
Championne d'Europe en salle en 1970 à Vienne et championne d'Europe en 1971 à Helsinki, elle détient de 1971 à 1972 le record du monde en saut ventral à 1,92 m. Personnalité sportive autrichienne de l'année en 1971, elle obtient la médaille de bronze des Jeux olympiques d'été de 1972 de Munich.